# Pilisi vándorlás
A Pilisi Vándorlás egy turistaút és az ehhez kapcsolódó jelvényszerző túramozgalom, melyet a Piliscsabai Természetjáró Egyesület hozott létre. A 154 km hosszú útvonal Dorogról indul és Esztergomnál ér véget, közben 29 pecsételőhelyet érint. Főként a Pilisben és a Visegrádi-hegységben halad.

## Története
A vándorút jelvényszerző mozgalmát 2016-ban indította a Piliscsabai Természetjáró Egyesület. 2017-ben 19 új pecsétbélyegzőt helyeztek el az útvonalon, amelyek az adott helyet, vagy egy-egy település jellegzetes épületét ábrázolják.

## Útvonala

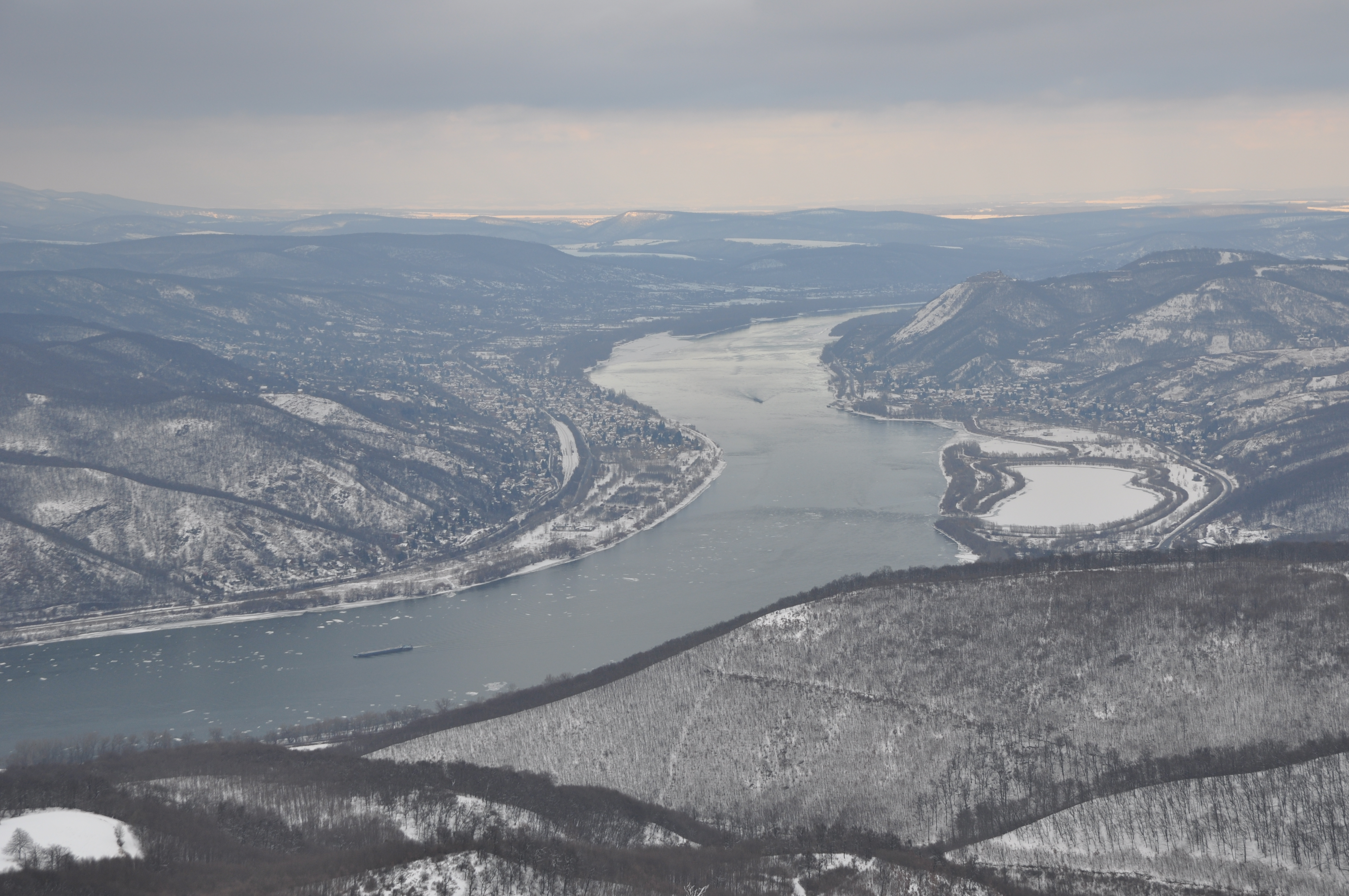
Kilátás a Prédikálószékről télen

Az útvonalon összesen 29 pecsétet kell szerezni a teljesítés igazolásához, amelyek közül 19 a Pilisi vándorlás saját bélyegzője, 5 a Pilisi kilátások bélyegzője, és 5 az Országos Kéktúráé. A teljesítőknek Dorogról Esztergomba kell eljutniuk az alábbi, 163 km-es útvonalon:
Dorog (OKT)  •  Kesztölc  •  Fekete-hegy  •  Pilis-nyereg  •  Piliscsév  •  Nagy-Kopasz  •  Piliscsaba  •  Klotildliget  •  Pilisszántó  •  Pilis (Boldog Özséb kilátó)  •  Pilisszentkereszt  •  Som-hegyi kulcsosház  •  Hosszú-hegy  •  Csobánkai-nyereg  •  Kevély-nyereg  •  Nagy-Kevély  •  Kevély-nyereg  •  Oszoly  •  Pomáz  •  Kő-hegyi turistaház  •  Vörös-kő  •  Pilisszentlászló  •  Bertényi füvészkert  •  Pilisszentlászló  •  Prédikálószék  •  Dömös  •  Dobogó-kő  •  Pilisszentlélek  •  Pilismarót  •  Vaskapu turistaház  •  Esztergom.
A kezdőpont és a végpont, a túra szakaszolása, lejárásának iránya és időtartama variálható. A vándorút végig különféle turistajelzéseken halad, saját jelölése nincs.

## Díjazása
A teljesítők igazolófüzete elbíráláson esik át. A helyesen teljesítőket a „Pilis vándora” címmel, és bronz igazolóéremmel díjazza az egyesület.

## További információ

### Cikkek a témában
- Remek kilátások. Magyar Nemzet, 2018. április 6. [2018. április 18-i dátummal az eredetiből archiválva]. (Hozzáférés: 2019. január 28.)
- Lánczi Péter hatrészes cikksorozata  Pilisi vándorlásról a Turista Magazinban:
  - Pilisi vándorlás. www.turistamagazin.hu. (Hozzáférés: 2019. január 28.)
  - Pilisi Vándorlás 2. rész (Klotildligettől Pilisszentkeresztig). www.turistamagazin.hu. (Hozzáférés: 2019. január 28.)
  - Pilisi vándorlás 3. rész – Pilisszenkeresztől Pomázig. www.turistamagazin.hu. (Hozzáférés: 2019. január 28.)
  - Pilisi Vándorlás 4. rész – Pomáztól Pilisszentlászlóig. www.turistamagazin.hu. (Hozzáférés: 2019. január 28.)
  - Pilisi vándorlás 5. rész – Pilisszenlászlótól Pilisszentlélekig. www.turistamagazin.hu. (Hozzáférés: 2019. január 28.)
  - Pilisi vándorlás 6. rész – Pilisszentlélektől Esztergomig. www.turistamagazin.hu. (Hozzáférés: 2019. január 28.)